# 马茨·赫塞尔
马茨·赫塞尔（瑞典語：Mats Hessel，1961年3月13日—），瑞典男子冰球运动员，1978年开始职业生涯。他曾代表瑞典参加1984年冬季奥林匹克运动会冰球比赛，获得一枚铜牌。